# Campsicnemus versicolorus
Campsicnemus versicolorus är en tvåvingeart som beskrevs av Negrobov och Zlobin 1978. Campsicnemus versicolorus ingår i släktet Campsicnemus och familjen styltflugor. Inga underarter finns listade i Catalogue of Life.